# Марино Дзордзи
Марино Дзордзи (на италиански: Marino Zorzi, * ок. 1231 във Венеция, † 3 юли 1312 също там) е 50-и дож на Република Венеция от знатния род Дзорци. Избран е на 23 август 1311 и управлява до неговата смърт на 3 юли 1312 г.
Той се жени за Аниета Куерини. Служи като дипломат при папата в Рим. След смъртта на 49–ия дож Пиетро Градениго († 13 август 1311) за дож е избран Стефано Джустиниан, който обаче се оттегля в манастир и не поема управлението. След това на 23 август избират 80-годишния религиозен, считан за светия, Марино Дзордзи. Той започва да помага с подаръци на бедните и се грижи за мир в републиката.
Мирът в Република Венеция е тежко нарушен от външнополитическите неуспехи на неговия предшественик.
Дзордзи умира след 10 месеца служба. Той е погребан при входа на църквата „Св. св. Йоан и Павел“ във Венеция.